# 特雷夫拉韦南
特雷夫拉韦南（法語：Tréflaouénan，法語發音：[tʁeflawenɑ̃]）是法国菲尼斯泰尔省的一个市镇，属于莫尔莱区。

## 地理
特雷夫拉韦南（48°37'40"N, 4°5'47"W）面积8.16 平方千米，位于法国布列塔尼大區菲尼斯泰尔省，该省份为法国最西部的省份，位于布列塔尼半岛西部，北西南三面环大西洋，东临阿摩尔滨海省和莫尔比昂省。
与特雷夫拉韦南接壤的市镇（或旧市镇、城区）包括：克莱代尔、普卢古尔姆、普卢泽韦代、圣武盖、锡比里勒、特雷济利代。
特雷夫拉韦南的时区为UTC+01:00、UTC+02:00（夏令时）。

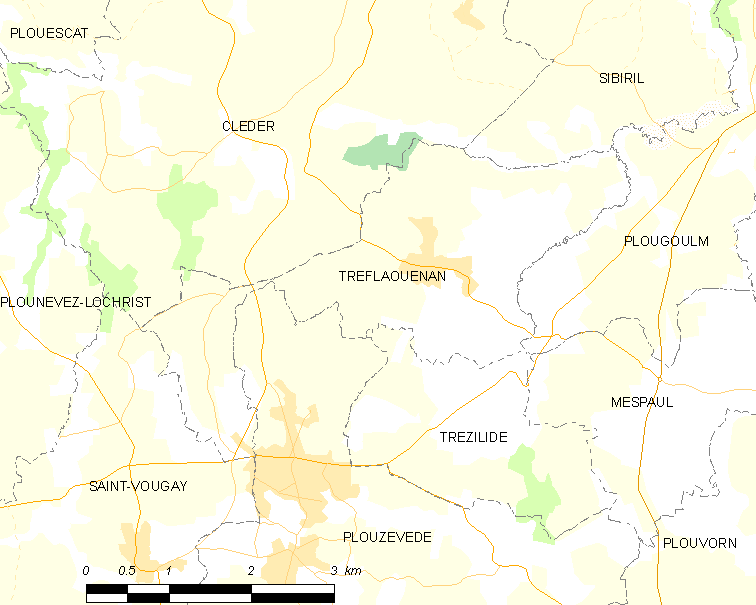
特雷夫拉韦南的OSM定位图

## 行政
特雷夫拉韦南的邮政编码为29440，INSEE市镇编码为29285。

## 政治
特雷夫拉韦南所属的省级选区为圣波勒德莱昂县。

## 人口

1962-2008年间特雷夫拉韦南人口变化图示

特雷夫拉韦南于2022年1月1日时的人口数量为523人。